# مجرة بدائية

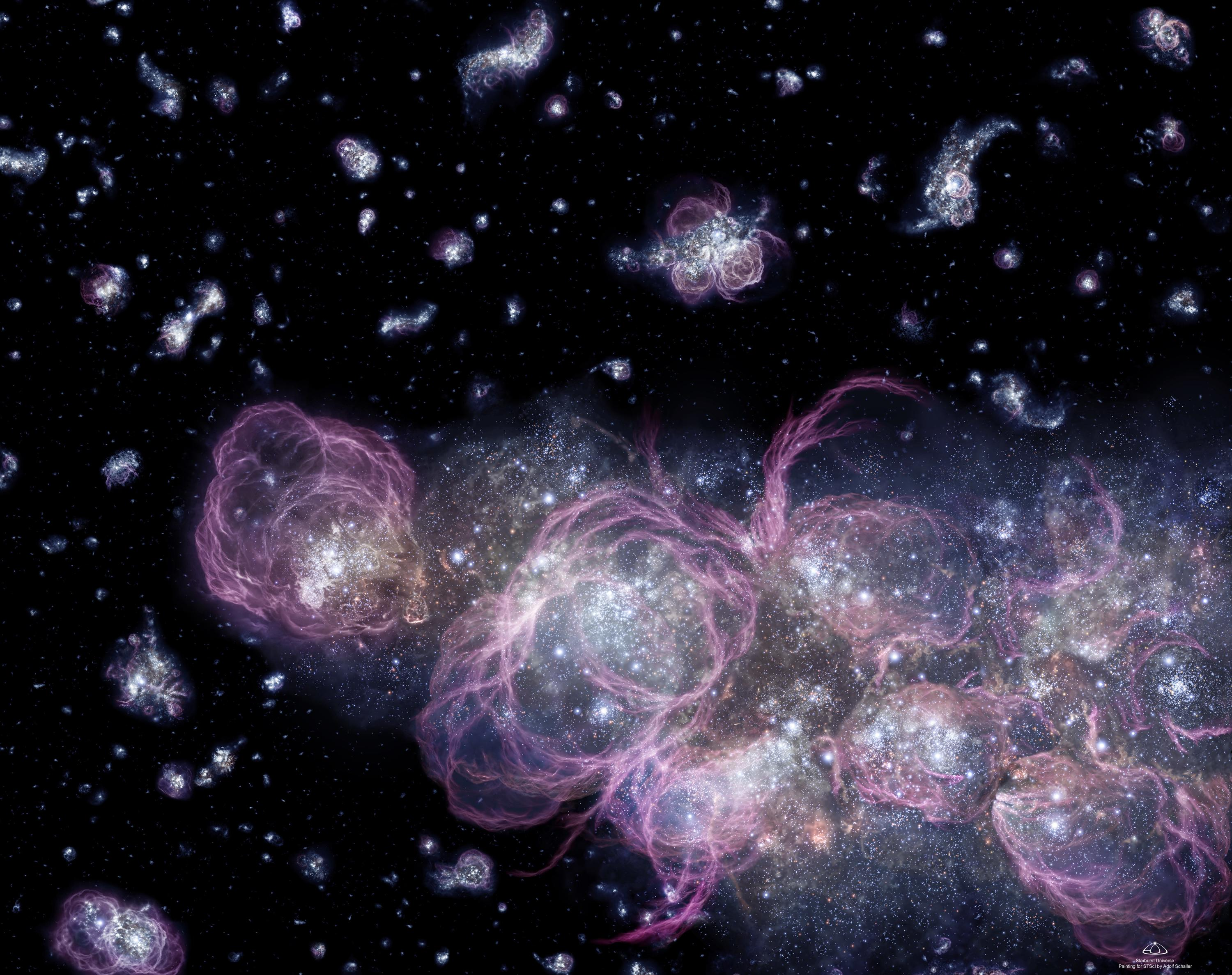

تكون المجرة البدائية في الفلك (بالإنجليزية: protogalaxy أو primeval galaxy) في هيئة سحابة من الغاز الذي تتكون منه المجرة يجري بعد ذلك نشأة نجوم فيها . تتكون النجوم بتكاثف اجزاء من سحابة الغاز تحت تأثير الثقالة مكونة في البدء ما يسمى كرات بوك . ويستمر انكماش كل كرة بوك بقوى الجاذبية فترتفع درجة حرارة قلب الكرة الغازية المكونة من الهيدروجين) فيزداد بالتالي ضغط الغاز في قلب كرة بوك محاولا مقاومة قوى الجاذبية . ولكن عندما تكون كتلة كرة بوك كبيرة - نحو 5و0 كتلة شمسية مثلا - تكون قوة الجاذبية متفوقة على الضغط الداخلي فيستمر تقلص الكرة ويتستمر ارتفاع درجة حرارة قلب كرة بوك . ارتفاع درجة حرارة قلب كرة بوك هو بسبب تحول طاقة الوضع للغاز إلى حرارة، والحرارة ترفع الضغط . وبعد عدة ملايين من السنين من انكماش كرة بوك الغازية وارتفاع درجة حرارة قلب الكرة إلى أن يصل إلى نحو 10 ملايين درجة كلفن يبدأ تفاعل اندماج الهيدروجين في قلب الكرة الذي يتحول بالتدريج إلى هيليوم. عندئذ تصبح كرة بوك نجما يشع ضوءا ، مثله في ذلك مثل شمسنا . ويظل توازن القوى المؤثرة على كتلة النجم : قوة الجاذبية (الناشئة عن الثقالة ) وهي تعمل من الخارج إلى الداخل، وقوة ضغط الغاز في قلب النجم (حيث يصبح الغاز بلازما أي تتأين ذرات الهيدروجين وذرات الهيليوم في قلب النجم بسبب الحرارة الشديدة مما يجعل الإلكترونات تنفصل عن البروتونات، وتلك الحالة هي ما تسمى البلازما في الفيزياء). بهذا تتكون نجوما في المجرة البدائية، ويتكون فيها أعداد كبيرة من النجوم منها الكبير الذي قد يصل إلى 20 ضعف كتلة شمسية ، ومنها الصغير الذي قد تصل كتلته إلى 3و0 كتلة شمسية، وذلك بحسب كرات بوك المتكونة (اقرأ ولادة النجوم).
إذا كانت كتلة كرة بوك أقل من نحو 3و0 كتلة شمسية فإن ارتفاع درجة حرارة الغاز في قلب الكرة لا يكون كافيا «لاشتعال» تفاعل الاندماج النووي . يكون قلب الجرم في تلك الحالة ساخنا لكنه لا يصبح نجما، وتكفي درجة حرارته الداخلية فقط للإشعاع في نطاق الأشعة تحت الحمراء.
يبلغ حجم كرة بوك في الغالب بقطر نحو سنة ضوئية ويتجمع فيها غاز بكمية تصل كتلها عدة كتلة شمسية.

وقد تبلغ كرة بوك 20 كتلة شمسية، وينشأ منها نجما كبيرا . تكون درجة حرارة قلب مثل هذا النجم عالية جدا وربما تصل إلى 1000 مليون درجة . لهذا يتم تفاعل الاندماج النووي فيه سريعا، فيستهلك مافيه من وقود سريعا، ولا يعمر طويلا حيث ينفجر بعد استهلاكه لطاقته طاردا طبقاته العليا الخفيفة إلى الفضاء . أما قلبه المكون من عناصر ثقيلة فهو يتقلص وينكمش وينهي به الحال إلى أن يصبح نجما نيوترونيا أو ثقبا أسودا .
بالنسبة إلى نجوم تقارب كتلتها كتلة الشمس، يسير الاندماج النووي فيها ببطء، ولذلك فهي تعمر طويلا . فالشمس مثلا قد مضى على نشأتها في مجرة درب التبانة نحو 5و4 مليار سنة، ومن المتوقع أن تبقى على هذا المعدل نحو 5 مليارات سنة أخرى . في أواخر عمرها سوف ترتفع درجة حرارة قلبها لدرجة تجعل غلافها الخارجي يتضخم ويتمدد، ويزداد قطرها فيصل إلى مدار كوكب الزهرة . عندئذ تكون درجة الحرارة على الأرض قد وصلت إلى درجات عالية تجهز على الحياة فيها . تلك المرحلة هي مرحلة عملاق أحمر.
ويعتقد العلماء أن معدل ولادة النجوم الذي يتم خلال المرحلة الأولى لتكوين مجرة بدائــية  يحدد عما إذا كانت المجرة تتخذ شكل مجرة حلزونية أم شكل مجرة اهليلجية . فإذا كان معدل نشأة النجوم فيها بطيئا فيؤدي ذلك إلى مجرة حلزونية . وتنكمش بعض تجمعات الغاز الموجودة في المجرة البدائية لتكوّن نجوما .

## وصلات خارجية
- Rare Blob Unveiled: Evidence For Hydrogen Gas Falling Onto A Dark Matter Clump?، European Southern Observatory (ScienceDaily) July 3, 2006

## اقرأ أيضا
- مجرة قزمة NGC 5238
- بي إكس 442
- مجرة قزمة
- تجمع مغلق
- يو دي إف واي-38135539 (مجرة)
- الانفجار العظيم
- قائمة أبعد أجرام الكون عنا
- مجرة إهليلجية قزمة